# RAM (automobilismo)
La RAM è stata una scuderia che ha gestito vetture di Formula 1 acquistate da diversi costruttori, dal 1981 ha costituito la squadra ufficiale della March, in seguito è diventata costruttore e ha partecipato al mondiale tra il 1983 e il 1985. Il miglior risultato ottenuto come costruttore è stato un 8º posto ottenuto da Jonathan Palmer al Gran Premio del Brasile 1984.

## Storia
Fondata come scuderia da Mike Ralph e John MacDonald negli anni '70, dalle loro iniziali il nome del team, appare in Formula 1 nel 1976, quando con pochi mezzi a disposizione, allestisce e appronta due Brabham BT44B Ford per vari piloti tra cui Loris Kessel, Lella Lombardi e Patrick Nève, senza alcun risultato di rilievo.
Nel 1977 con la March 761, per piloti come Mikko Kozarowitsky (mai qualificato) e Michael Bleekemolen, i risultati sono ancora peggiori.
Per alcuni anni la RAM rimane fuori dal giro della Formula 1 dedicandosi a categorie inferiori in particolare la Formula Aurora.
Nel 1980, torna in formula 1, nella seconda parte di stagione con una vecchia Williams affidata a Rupert Keegan che conquista un 9º posto come miglior risultato.
Nel 1981, vietate le vetture "clienti", nel capitale sociale della RAM entrano Guy Edwards e Robin Herd e la società assume il nome di "March Grand Prix", e pur essendo un'altra entità si appoggia alla March per costruire le vetture. Malgrado un buon budget i risultati sono deludenti e  il miglior risultato è un 7º posto. Secondo pilota era Derek Daly
Nel 1982, malgrado l'appoggio di buoni sponsor ed il buon lavoro di Adrian Reynard, non arriva di nuovo alcun punto.
Nel 1983, la RAM si presenta al via con una vettura  battezzata RAM01 progettata da Dave Kelly secondo i nuovi regolamenti che prevedono il fondo piatto. Con continui cambi di pilota (Eliseo Salazar, Jean-Louis Schlesser, Jacques Villeneuve Sr. e Kenny Acheson), la scuderia conquista solo tre volte la qualificazione: nella prima, nella seconda e nell'ultima gara.
Nel 1984, a sorpresa la RAM riesce a presentarsi con la sponsorizzazione della Skoal Bandit e due piloti promettenti come Jonathan Palmer e Philippe Alliot. La vettura (evoluzione della precedente) è dotata del motore turbo Hart con cui quell'anno Ayrton Senna e la Toleman saranno la rivelazione dell'anno.
Ma neanche così, pur qualificandosi con regolarità, il team riesce a raggiungere risultati a punti.
Per il 1985, la RAM lancia un progetto ambizioso, la nuova vettura RAM03 è stata progettata da Gustav Brunner proveniente dalla ATS. La vettura è assai innovativa, compatta e ben realizzata.  Ma il motore Hart non è al livello dell'anno prima. La vettura finisce quasi sempre ferma per guasto prima della fine della gara. L'abbandono di Brunner a metà stagione e la morte del pilota Manfred Winkelhock al volante di una Porsche 962 durante una gara del campionato Sportprototipi complicano ulteriormente la vita al team che dopo il GP del Belgio abbandona il campionato.
Nel 1986 la RAM si presenta ai test preliminari di inizio stagione con Mike Thackwell, ma non trovando gli sponsor, abbandona l'attività in Formula 1. Nello stesso anno attraverso un'altra società di Macdonald, una vettura viene convertita in Formula 3000 e disputa il campionato Internazionale con James Weaver poi con Eliseo Salazar, ma si ritira dopo 7 gare, senza alcun risultato minimamente di rilievo.

## Risultati in Formula 1

### Come team
| Anno | Vettura         | Motore (i)    | Piloti              | 1   | 2   | 3   | 4   | 5   | 6   | 7   | 8   | 9   | 10  | 11  | 12  | 13  | 14  | 15  | 16  | 17  | Punti | CC |
| ---- | --------------- | ------------- | ------------------- | --- | --- | --- | --- | --- | --- | --- | --- | --- | --- | --- | --- | --- | --- | --- | --- | --- | ----- | -- |
| 1976 | Brabham BT44B   | Ford Cosworth |                     | BRA | ZAF | USW | ESP | BEL | MCO | SWE | FRA | GBR | FRG | AUT | NLD | ITA | CAN | USE | JPN |     | 0     | -  |
| 1976 | Brabham BT44B   | Ford Cosworth | Emilio de Villota   |     |     |     | NQ  |     |     |     |     |     |     |     |     |     |     |     |     |     | 0     | -  |
| 1976 | Brabham BT44B   | Ford Cosworth | Loris Kessel        |     |     |     | NQ  | 12  |     | Rit | NQ  |     |     | NC  |     |     |     |     |     |     | 0     | -  |
| 1976 | Brabham BT44B   | Ford Cosworth | Patrick Nève        |     |     |     |     | Rit |     |     |     |     |     |     |     |     |     |     |     |     | 0     | -  |
| 1976 | Brabham BT44B   | Ford Cosworth | Jac Nellemann       |     |     |     |     |     |     | NQ  |     |     |     |     |     |     |     |     |     |     | 0     | -  |
| 1976 | Brabham BT44B   | Ford Cosworth | Damien Magee        |     |     |     |     |     |     |     | NQ  |     |     |     |     |     |     |     |     |     | 0     | -  |
| 1976 | Brabham BT44B   | Ford Cosworth | Bob Evans           |     |     |     |     |     |     |     |     | Rit |     |     |     |     |     |     |     |     | 0     | -  |
| 1976 | Brabham BT44B   | Ford Cosworth | Lella Lombardi      |     |     |     |     |     |     |     |     | NQ  | NQ  | 12  |     |     |     |     |     |     | 0     | -  |
| 1977 | March 761       | Ford Cosworth |                     | ARG | BRA | ZAF | USW | ESP | MCO | BEL | SWE | FRA | GBR | FRG | AUT | NLD | ITA | USE | CAN | JPN | 0     | -  |
| 1977 | March 761       | Ford Cosworth | Boy Hayje           |     |     | Ret |     | DNQ | DNQ | NC  | DNQ |     |     |     |     | DNQ |     |     |     |     | 0     | -  |
| 1977 | March 761       | Ford Cosworth | Mikko Kozarowitsky  |     |     |     |     |     |     |     | DNQ |     | DNQ |     |     |     |     |     |     |     | 0     | -  |
| 1977 | March 761       | Ford Cosworth | Andy Sutcliffe      |     |     |     |     |     |     |     |     |     | DNQ |     |     |     |     |     |     |     | 0     | -  |
| 1977 | March 761       | Ford Cosworth | Michael Bleekemolen |     |     |     |     |     |     |     |     |     |     |     |     | DNQ |     |     |     |     | 0     | -  |
| 1980 | Williams FW07 B | Ford Cosworth |                     | ARG | BRA | ZAF | USW | BEL | MCO | FRA | GBR | FRG | AUT | NLD | ITA | CAN | USE |     |     |     | 0     | -  |
| 1980 | Williams FW07 B | Ford Cosworth | Rupert Keegan       |     |     |     |     |     |     |     | 11  | DNQ | 15  | DNQ | 11  | DNQ | 9   |     |     |     | 0     | -  |
| 1980 | Williams FW07 B | Ford Cosworth | Kevin Cogan         |     |     |     |     |     |     |     |     |     |     |     |     | DNQ |     |     |     |     | 0     | -  |
| 1980 | Williams FW07 B | Ford Cosworth | Geoff Lees          |     |     |     |     |     |     |     |     |     |     |     |     |     | DNQ |     |     |     | 0     | -  |

### RAM March
| Anno | Vettura | Motore (i)    | Piloti                 | 1   | 2   | 3   | 4   | 5   | 6   | 7   | 8   | 9   | 10  | 11  | 12  | 13  | 14  | 15  | 16 | 17 | Punti | CC |
| ---- | ------- | ------------- | ---------------------- | --- | --- | --- | --- | --- | --- | --- | --- | --- | --- | --- | --- | --- | --- | --- | -- | -- | ----- | -- |
| 1983 | RAM 01  | Ford Cosworth |                        | BRA | USW | FRA | SMR | MCO | BEL | USE | CAN | GBR | FRG | AUT | NLD | ITA | EUR | ZAF |    |    | 0     | -  |
| 1983 | RAM 01  | Ford Cosworth | Eliseo Salazar         | 15  | Ret | DNQ | DNQ | DNQ | DNQ |     |     |     |     |     |     |     |     |     |    |    | 0     | -  |
| 1983 | RAM 01  | Ford Cosworth | Jean-Louis Schlesser   |     |     | DNQ |     |     |     |     |     |     |     |     |     |     |     |     |    |    | 0     | -  |
| 1983 | RAM 01  | Ford Cosworth | Jacques Villeneuve Sr. |     |     |     |     |     |     |     | DNQ |     |     |     |     |     |     |     |    |    | 0     | -  |
| 1983 | RAM 01  | Ford Cosworth | Kenny Acheson          |     |     |     |     |     |     |     |     | DNQ | DNQ | DNQ | DNQ | DNQ | DNQ | 12  |    |    | 0     | -  |

### RAM
| Anno | Vettura        | Motore (i) | Piloti             | 1   | 2   | 3   | 4   | 5   | 6   | 7   | 8   | 9   | 10  | 11  | 12  | 13  | 14  | 15  | 16  | 17 | Punti | CC |
| ---- | -------------- | ---------- | ------------------ | --- | --- | --- | --- | --- | --- | --- | --- | --- | --- | --- | --- | --- | --- | --- | --- | -- | ----- | -- |
| 1984 | RAM 01b RAM 02 | Hart 415T  |                    | BRA | ZAF | BEL | SMR | FRA | MCO | CAN | USE | USA | GBR | FRG | AUT | NLD | ITA | EUR | PRT |    | 0     | -  |
| 1984 | RAM 01b RAM 02 | Hart 415T  | Philippe Alliot    | Ret | Ret | DNQ | Ret | Ret | DNQ | 10  | Ret | DNS | Ret | Ret | 11  | 10  | Ret | Ret | Ret |    | 0     | -  |
| 1984 | RAM 01b RAM 02 | Hart 415T  | Jonathan Palmer    | 8   | Ret | 10  | 9   | 13  | DNQ |     | Ret | Ret | Ret | Ret | 9   | 9   | Ret | Ret | Ret |    | 0     | -  |
| 1984 | RAM 01b RAM 02 | Hart 415T  | Mike Thackwell     |     |     |     |     |     |     | Ret |     |     |     |     |     |     |     |     |     |    | 0     | -  |
| 1985 | RAM 03         | Hart 415T  |                    | BRA | PRT | SMR | MCO | CAN | USA | FRA | GBR | FRG | AUT | NLD | ITA | BEL | EUR | ZAF | AUS |    | 0     | -  |
| 1985 | RAM 03         | Hart 415T  | Manfred Winkelhock | 13  | NC  | Rit | NQ  | Rit | Rit | 12  | Rit | Rit |     |     |     |     |     |     |     |    | 0     | -  |
| 1985 | RAM 03         | Hart 415T  | Philippe Alliot    | 9   | Rit | Rit | NQ  | Rit | Rit | Rit | Rit | Rit | Rit | Rit | Rit | Rit | Rit |     |     |    | 0     | -  |
| 1985 | RAM 03         | Hart 415T  | Kenny Acheson      |     |     |     |     |     |     |     |     |     | Rit | NQ  | Rit |     |     |     |     |    | 0     | -  |

## Principali piloti

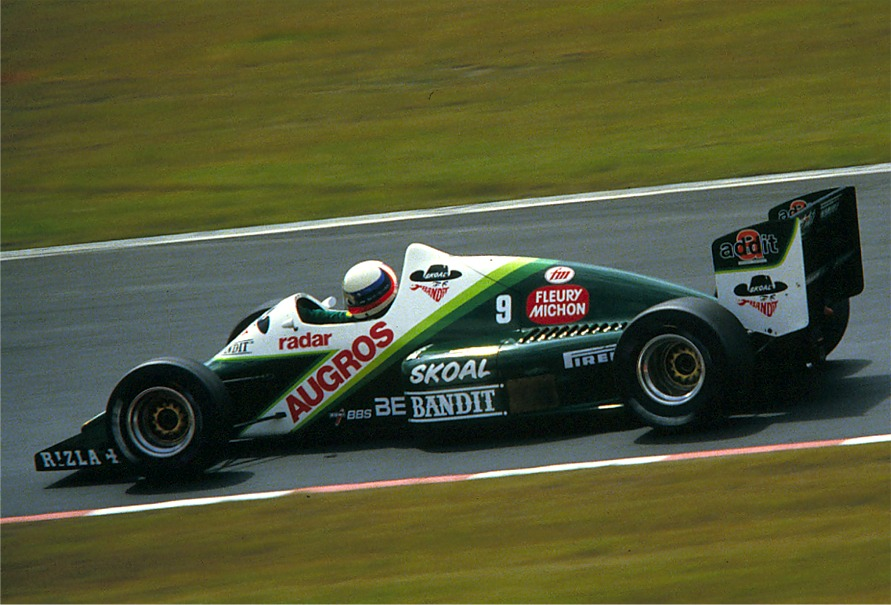
Manfred Winkelhock al GP di Germania 1985 su RAM 03

### RAM March
- Eliseo Salazar (1983): 2 GP
- Kenny Acheson (1983): 1 GP

### RAM
- Philippe Alliot (1984-1985): 26 GP
- Jonathan Palmer (1984): 14 GP
- Manfred Winkelhock (1985): 8 GP
- Kenny Acheson (1985): 2 GP
- Mike Thackwell (1984): 1 GP